# Antti Raanta
Antti Raanta (* 12. května 1989, Rauma) je finský profesionální hokejový brankář hrající v National League za tým HC Servette Ženeva.

## Hráčská kariéra
V roce 2013 získal Raanta finský pohár s Porin Ässät a získal také Lasse Oksanen Trophy pro nejlepšího hráče základní části SM-liigy, také i Jari Kurri Trophy za nejlepšího hráče v play-off, za nejlepší procentuální úsp.
Dne 3. června 2013 podepsal Raanta jednoroční smlouvu s Blackhawks. Antti byl 17. listopadu 2013 povolán do hlavního týmu Blackhawks z týmu (AHL) Rockford IceHogs, když o den dříve Nikolaj Khabibulin utrpěl zranění v zápase proti Nashville Predators. 19. listopadu debutoval v NHL proti týmu Colorado Avalanche, chytil 14 střel ze 16. 30. prosince 2013 vychytal Raanta svou první výhru v NHL ve své kariéře, proti Los Angeles Kings doma v United Center. Zastavil všech 26 střel, kterým čelil. Raanta byl jmenován nováčkem měsíce (také spolu s Martinem Jonesem z Los Angeles Kings) pro prosinec 2013. 12. ledna 2014 pomohl Raanta ukončit šňůru třech porážek v řadě, když v brance byl Corey Crawford, Raanta poté hrál proti Edmonton Oilers a Chicago vyhrálo 5:3.
Dne 27. června 2014 podepsali s Blackhawks dvouletou smlouvu.
27. června 2015 byl vyměněn do týmu New York Rangers za Ryana Haggertyho.
Antti Raanta v týmu New York Rangers kryl záda svému parťákovi Henriku Lundqvistovi jako brankářská dvojka.
Za dva roky později 27. června 2017 byl naposledy vyměněn do týmu Arizona Coyotes, kde by měl mít konečné místo jako jednička. Rangers vyměnili Raantu do Arizony společně s Derekem Stepanem, za Anthonyho DeAngela a 7 volbu draftu 2017.

## Ocenění a úspěchy
- 2009 SM-l-20 - Nejúspěšnější brankář
- 2010 SM-l-20 - Nejúspěšnější brankář
- 2013 SM-l - All-Star Tým
- 2013 SM-l - Nejnižší průměr inkasovaných branek na zápas
- 2013 SM-l - Trofej Urpo Ylönena
- 2013 SM-l - Trofej Jariho Kurriho
- 2013 SM-l - Trofej Lasse Oksanena
- 2013 SM-l - Nejúspěšnější brankář
- 2013 MS - Top tří nejlepších hráčů v týmu
- 2014 NHL - Nováček měsíce prosince 2013
- 2022 NHL - William M. Jennings Trophy

## Prvenství
- Debut v NHL - 19. listopadu 2013 (Colorado Avalanche proti Chicago Blackhawks)
- První inkasovaný gól v NHL - 19. listopadu 2013 (Colorado Avalanche proti Chicago Blackhawks, kanadským útočníkem P. A. Parenteau)
- První čisté konto v NHL - 30. prosince 2013 (Chicago Blackhawks proti Los Angeles Kings)

## Klubová statistika

### Základní části
| Sezona         | Tým                 | Liga           | Z   | V   | P  | Pvp | MIN    | OG  | ČK | POG  | %ChS  |
| -------------- | ------------------- | -------------- | --- | --- | -- | --- | ------ | --- | -- | ---- | ----- |
| 2009–10        | Lukko               | SM-l           | 15  | 6   | 7  | 1   | 836    | 37  | 2  | 2.66 | .918  |
| 2010–11        | Lukko               | SM-l           | 20  | 6   | 6  | 4   | 1,064  | 42  | 2  | 2.37 | .911  |
| 2011–12        | Ässät               | SM-l           | 38  | 21  | 10 | 4   | 2,149  | 80  | 2  | 2.23 | .933  |
| 2012–13        | Ässät               | SM-l           | 45  | 21  | 10 | 11  | 2,595  | 80  | 5  | 1.85 | .943  |
| 2013–14        | Rockford IceHogs    | AHL            | 14  | 7   | 5  | 0   | 677    | 32  | 0  | 2.83 | .914  |
| 2013–14        | Chicago Blackhawks  | NHL            | 25  | 13  | 5  | 4   | 1,397  | 63  | 1  | 2.71 | .897  |
| 2014–15        | Chicago Blackhawks  | NHL            | 14  | 7   | 4  | 1   | 792    | 25  | 2  | 1.89 | .936  |
| 2014–15        | Rockford IceHogs    | AHL            | 11  | 8   | 1  | 1   | 604    | 24  | 2  | 2.39 | .918  |
| 2015–16        | New York Rangers    | NHL            | 25  | 11  | 6  | 2   | 1,151  | 43  | 1  | 2.24 | .919  |
| 2016–17        | New York Rangers    | NHL            | 30  | 16  | 8  | 2   | 1,618  | 61  | 4  | 2.26 | .922  |
| 2017–18        | Arizona Coyotes     | NHL            | 47  | 21  | 17 | 6   | 2,600  | 97  | 3  | 2.24 | .930  |
| 2018–19        | Arizona Coyotes     | NHL            | 12  | 5   | 6  | 0   | 688    | 33  | 0  | 2.88 | .906  |
| 2019–20        | Arizona Coyotes     | NHL            | 33  | 15  | 14 | 3   | 1823   | 80  | 2  | 2.63 | .921  |
| 2019–20        | Tucson Roadrunners  | AHL            | 1   | 1   | 0  | 0   | 59     | 0   | 1  | 0.00 | 1.000 |
| 2020–21        | Arizona Coyotes     | NHL            | 12  | 5   | 5  | 2   | 679    | 38  | 0  | 3.36 | .905  |
| 2021–22        | Carolina Hurricanes | NHL            | 28  | 15  | 5  | 4   | 1517   | 62  | 2  | 2.45 | .912  |
| 2022–23        | Carolina Hurricanes | NHL            | 27  | 19  | 3  | 3   | 1562   | 58  | 4  | 2.23 | .910  |
| 2023–24        | Carolina Hurricanes | NHL            | 24  | 12  | 7  | 2   | 1265   | 63  | 1  | 2.99 | .872  |
| 2023–24        | Chicago Wolves      | AHL            | 8   | 2   | 2  | 4   | 491    | 29  | 0  | 3.54 | .873  |
| Celkem v Liiga | Celkem v Liiga      | Celkem v Liiga | 118 | 54  | 33 | 20  | 6,644  | 239 | 11 | 2.16 | .932  |
| Celkem v NHL   | Celkem v NHL        | Celkem v NHL   | 277 | 139 | 80 | 29  | 15,087 | 623 | 20 | 2.48 | .915  |

### Play-off
| Sezona         | Tým                 | Liga           | Z  | V  | P | MIN   | OG | ČK | POG  | %ChS |
| -------------- | ------------------- | -------------- | -- | -- | - | ----- | -- | -- | ---- | ---- |
| 2010–11        | Lukko               | SM-l           | 2  | 0  | 2 | 84    | 6  | 0  | 4.28 | .818 |
| 2011–12        | Ässät               | SM-l           | 3  | 0  | 3 | 176   | 9  | 0  | 3.07 | .917 |
| 2012–13        | Ässät               | SM-l           | 16 | 12 | 4 | 1038  | 23 | 4  | 1.33 | .954 |
| 2015–16        | New York Rangers    | NHL            | 3  | 0  | 1 | 94    | 4  | 0  | 2.55 | .895 |
| 2019–20        | Arizona Coyotes     | NHL            | 2  | 0  | 0 | 40    | 4  | 0  | 6.00 | .714 |
| 2021–22        | Carolina Hurricanes | NHL            | 13 | 6  | 5 | 664   | 25 | 1  | 2.26 | .922 |
| 2022–23        | Carolina Hurricanes | NHL            | 6  | 3  | 3 | 364   | 15 | 0  | 2.48 | .909 |
| Celkem v Liiga | Celkem v Liiga      | Celkem v Liiga | 21 | 12 | 8 | 1298  | 38 | 4  | 1.76 | .941 |
| Celkem v NHL   | Celkem v NHL        | Celkem v NHL   | 24 | 9  | 9 | 1,161 | 48 | 1  | 2.48 | .911 |

### Reprezentace
| Rok                    | Tým                    | Soutěž                 | Z | V | P | R | MIN | OG | ČK | POG  | %ChS |
| ---------------------- | ---------------------- | ---------------------- | - | - | - | - | --- | -- | -- | ---- | ---- |
| 2013                   | Finsko                 | MS                     | 7 | 5 | 2 | 0 | 430 | 15 | 1  | 2.09 | .928 |
| Seniorská reprezentace | Seniorská reprezentace | Seniorská reprezentace | 7 | 5 | 2 | 0 | 430 | 15 | 1  | 2.09 | .928 |